# Ctenoscina tenuis
Ctenoscina tenuis is een vlokreeftensoort uit de familie van de Scinidae. De wetenschappelijke naam van de soort is voor het eerst geldig gepubliceerd in 1926 door Wagler.